# Glycaspis lucrosa
Glycaspis lucrosa är en insektsart som beskrevs av Moore 1970. Glycaspis lucrosa ingår i släktet Glycaspis och familjen rundbladloppor. Inga underarter finns listade i Catalogue of Life.